# Caso elativo
El caso elativo (del latín efferre, "traer o sacar") es un caso locativo de lugar "de dónde" que significa «(fuera) de», indicando movimiento hacia afuera del lugar indicado por el sustantivo. Se podría traducir al latín mediante la preposición "ex". Puede tener otros significados figurados derivados de este significado original.
En finés, el elativo se suele formar añadiendo «sta/stä», en estonio se añade «st» a la raíz en genitivo y en húngaro se emplea el sufijo «ból/ből».
«(Fuera) de la casa» se dice:
- Finés: «talosta» (talo: casa)
- Estonio: «majast» (maja: casa)
- Húngaro: «házból» (haz: casa)

Los otros casos locativos en finés son:
- Caso inesivo («dentro de»)
- Caso ilativo («hacia adentro de»)
- Caso adesivo («sobre» indicando localización)
- Caso alativo («sobre» indicando desplazamiento)
- Caso ablativo ("from off of")

## Otros significados
El término elativo también puede referirse a la forma de un sustantivo que expresa el conjunto dentro del cual otro sustantivo posee en mayor grado que los demás la cualidad expresada por un adjetivo superlativo, por ejemplo «la persona más extraña del mundo».